# Jacek Stawiński
Jacek Antoni Stawiński (ur. 26 lutego 1946 w Lesznie) – polski chemik, profesor nauk chemicznych specjalizujący się w chemii organicznej związków fosforu, szczególnie w chemii i stereochemii kwasów nukleinowych i ich składników, w tym analogów nukleozydów, nukleotydów i oligonukleotydów. 

## Życiorys
W 1968 ukończył studia chemiczne na Wydziale Chemii UAM i rozpoczął pracę w grupie prof. Macieja Wiewiórowskiego, z której później powstał Instytut Chemii Bioorganicznej PAN. Doktorat (1974) i habilitację (1982) uzyskał w  Instytucie Chemii Organicznej PAN. Staż podoktorski odbył w latach 1974–1976 w zespole prof. Sarana Naranga w National Research Council of Canada w Ottawie, biorąc udział w pracach związanych z chemiczną syntezą operatora lac (składnika operonu laktozowego) i wykazaniem po raz pierwszy, że syntetyczny fragment DNA ma taką samą aktywność biologiczną jak preparat naturalny. W roku 1984 wyjechał do Szwecji, gdzie na Uniwersytecie Sztokholmskim uzyskał stanowisko profesora (1986). Jego prace nad H-fosfonianami w chemii nukleotydów zapoczątkowały szerokie zastosowanie tej klasy związków w chemii produktów naturalnych. W latach 90. nawiązał stałą współpracę z zespołem prof. Adama Kraszewskiego z ICHB PAN. Został zatrudniony jako profesor zwyczajny w ICHB PAN, kierował tam Zespołem Stereochemii Nukleotydów funkcjonującym w ramach Zakładu Chemii Nukleozydów i Nukleotydów, później został profesorem afiliowanym przy Zakładzie Chemii Komponentów Kwasów Nukleinowych. Jest członkiem Komitetu Chemii PAN.
Jest autorem ponad 250 publikacji naukowych w czasopismach międzynarodowych oraz kilku rozdziałów w książkach dotyczących chemii organicznych związków fosforu. Wypromował 14 doktorów na Uniwersytecie Sztokholmskim i 3 w ICHB PAN (2020).